# Mariana Nicolesco
Mariana Nicolesco ( pronunciación en rumano: /mariˈana nikoˈlesko/ o pronunciado /nikoˈlesku/; Găujani, Giurgiu, 28 de noviembre de 1948-Bucarest, 14 de octubre de 2022) fue una soprano de ópera rumana que tuvo una carrera internacional después de estudiar en Roma con una beca. Fue una intérprete habitual en La Scala de Milán, donde interpretó ópera barroca como Euridice en Orfeo de Rossi, papeles de Mozart como Cinna en Lucio Silla en 1984, y en contemporáneo, incluido el estreno mundial de La Vera Storia de Luciano Berio en 1982.

## Carrera profesional
Nacida en Găujani, condado de Giurgiu, Nicolesco estudió violín en la Escuela Superior de Música de Brașov y canto en el Conservatorio de Música de Cluj-Napoca, antes de obtener una beca en el Conservatorio di Santa Cecilia de Roma para que Jolanda Magnoni le enseñara canto; también trabajó con Rodolfo Celletti y Elisabeth Schwarzkopf. Al graduarse, en 1972, después de haber ganado el Concurso Voci Rossiniane en Milán, el director estadounidense Thomas Schippers la invitó a Cincinnati como Mimì en La Bohème de Puccini, y luego Luchino Visconti la invitó a aparecer en Don Carlos de Verdi en el Teatro dell'Opera de Roma.
Nicolesco hizo su debut en el Metropolitan Opera de la ciudad de Nueva York en 1978 como Nedda en Pagliacci de Leoncavallo, papel que interpretó hasta 1986, seguido por Violetta de Verdi en La Traviata y Gilda en Rigoletto. Cantó en los principales teatros de ópera del mundo, como el Teatro alla Scala de Milán, donde debutó en el estreno mundial de La Vera Storia de Luciano Berio en 1982. Los papeles posteriores incluyeron a Donna Anna en The Stone Guest de Dargomyzhsky en 1983, Cinna en Lucio Silla de Mozart en 1984, el solo de soprano del Réquiem polaco de Penderecki en 1985, Euridice en Orfeo de Rossi en 1985, La Protagonista en Un re in ascolto de Berio en 1986, Donna Elvira en Don Giovanni de Mozart en 1987, 1988 y 1993, Queen Climene en Fetonte de Jommelli en 1988, las cantatas Alcyone y Alyssa de Ravel en 1990, y tres recitales en 1988 y 1993.
Interpretó un amplio repertorio de música barroca, belcanto, verismo y contemporánea, y ha sido descrita como "una personalidad deslumbrante con una voz vibrante"; Sus más destacados fueron los papeles de Marzelline en Fidelio de Beethoven, Elettra de Mozart en Idomeneo y Vitellia en La clemenza di Tito, los papeles principales de Beatrice di Tenda de Bellini, Anna Bolena de Donizetti, Maria di Rohan y Maria Stuarda, la reina Isabel I en Roberto Devereux, la Luisa de Verdi en Luisa Miller, Amelia en Simon Boccanegra, Leonora en Il trovatore y Desdémona en Otello, Marguérite en Faust de Gounod, Tatyana en Eugene Onegin de Chaikovski, Liù en Turandot de Puccini y Zarina Marina en Dimitrij de Dvořák.  Apareció en producciones dirigidas por Giorgio Strehler, Patrice Chéreau, Luca Ronconi, Jean-Pierre Ponnelle, Franco Zeffirelli, Pier Luigi Pizzi, Jonathan Miller y dirigidas por Colin Davis. Carlo Maria Giulini, Peter Maag, Lorin Maazel, Riccardo Muti, Seiji Ozawa, Giuseppe Patané, Georges Prêtre, Gennady Rozhdestvensky, Wolfgang Sawallisch, Alberto Zedda . Actuó en salas como el Carnegie Hall de Nueva York, el Royal Festival Hall de Londres, la Accademia di Santa Cecilia de Roma, el Concertgebouw de Ámsterdam, el Musikverein de Viena, la Salle Pleyel de París y el Great Conservatory Hall de Moscú. Actuó en festivales como el Festival de Salzburgo, el Festival de Ópera Rossini en Pesaro, el Maggio Musicale Fiorentino, el Festival Martina Franca y el Festival Casals en Puerto Rico. Invitada por el Papa Juan Pablo II, cantó villancicos rumanos en el Primer Concierto de Navidad en el Vaticano en 1993. La parte de soprano de la Sinfonía n.° 7 de Penderecki, "Las siete puertas de Jerusalén", fue compuesta para ella y cantó en el estreno mundial en 1997.
Nicolesco volvió a Rumanía en 1991, tras la caída del régimen comunista, cantando por primera vez en un escenario de su país natal, en un concierto en el Ateneo Rumano de Bucarest. Como se compraron unas 10.000 entradas, Nicolesco dio tres funciones consecutivas. Creó la Fundación Internacional Ateneo Rumano y donó en 1994 un gran piano de concierto Steinway. En 1995, Nicolesco inició el Concurso y Festival Internacional de Voz Hariclea Darclée . En los años que transcurren entre una edición del Certamen y la siguiente, ofrece Clases Magistrales a los jóvenes artistas. Obtuvo para los eventos de Darclée el Alto Patrocinio de la UNESCO. En 2003, creó el Festival Nacional Rumano y el Concurso de Canciones. Presentó para el Año Internacional George Enescu, proclamado por la UNESCO en 2005, las canciones completas del compositor por primera vez en Japón, en la Exposición Mundial de Aichi, así como en Nagoya y Tokio, en Praga, París, Roma y Nueva York. En 2014 fue miembro del jurado del Concurso Vocal Internacional de China con 430 competidores de 41 países.

## Honores

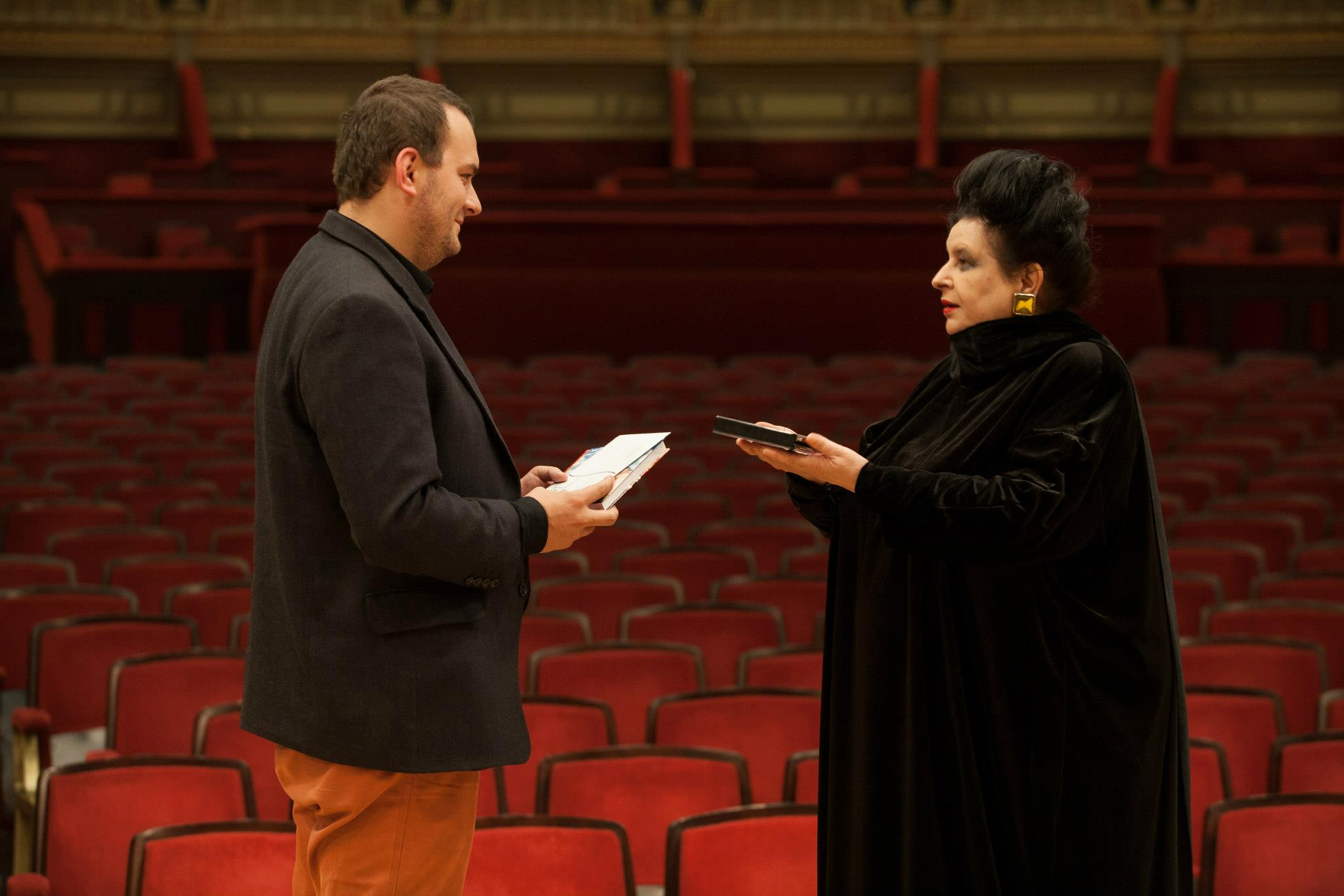
Nicolesco con Andrei Apreotesei en septiembre de 2012.

Nicolesco fue miembro honorario de la Academia Rumana desde 1993, Oficial de la Orden de las Artes y las Letras en Francia desde 2000, Ph.D.  y doctora honoraria de la Academia de Música Gheorghe Dima en Cluj-Napoca desde 1996. Fue galardonada con la Orden de la Estrella de la Solidaridad Italiana (2004)  y la Orden de la Estrella de Rumanía, en el Grado de Gran Cruz en 2008.  Fue nombrada Artista por la Paz de la UNESCO en 2005 y Embajadora de Buena Voluntad de la UNESCO. Fue elegida la Mujer Más Exitosa de Rumanía (2004) y recibió el Premio Especial Medalla Kulturpreis Europa en Sibiu, Capital Europea de la Cultura en 2007. Se convirtió en miembro honorario de la Academia Internacional Mihai Eminescu en 2017 y doctora honoraria de la Academia de Artes de Chisináu en 2018. Fue elegida, también en 2018, miembro de la Academia Europea de Ciencias, Artes y Letras de París. En 2018 recibió el Diploma de Honor y Medalla El Centenario de la Gran Unión, así como el Diploma de Honor y Medalla 650 años de atestación documental de la ciudad de Braila. Fue nombrada ciudadana de honor de Bucarest en 1991,  Cluj-Napoca (1994), Brăila (1995), Brașov (1999). Recibió en 2020 el Premio Constantin Brâncoveanu por toda su carrera.

## Vida personal y muerte
Nicolesco estaba casada con el crítico de arte e historiador de arte Radu Varia. Murió en un hospital de Bucarest el 14 de octubre de 2022 y fue enterrada en el cementerio de Ghencea de la ciudad.

## Discografía
| Año  | Título                            | Rol                                | Elenco                                                   | Conductor Orquesta                                       | En vivo / Estudio |
| ---- | --------------------------------- | ---------------------------------- | -------------------------------------------------------- | -------------------------------------------------------- | ----------------- |
| 1976 | Verdi: La Traviata                | Violetta Válery                    | Nicolesco, Kraus, Romero, entre otros.                   | Tomas Schippers Orquesta Maggio Musicale Fiorentino      | En vivo           |
| 1981 | Meyerbeer : Gli amori de Teolinda | —                                  | Nicolesco                                                | Wolfgang Gönnenwein Orquesta del Festival de Ludwigsburg | En vivo           |
| 1983 | Puccini : La Rondina              | Lisette                            | Te Kanawa, Domingo, Nicolesco, Nucci, entre otros.       | Lorin Maazel Orquesta Sinfónica de Londres               | En vivo           |
| 1987 | Bellini: Béatrice di Tenda        | Beatriz de Tenda                   | Nicolesco, Toczyska, Cappuccilli, La Scola, entre otros. | Alberto Zedda Orquesta Filarmónica de Montecarlo         | En vivo           |
| 1987 | Mozart: Las bodas de Fígaro       | Marcelina                          | Hynninen Price, Battle, Nicolesco, entre otros.          | Riccardo Muti Filarmónica de Viena                       | En vivo           |
| 1987 | Ravel : Alyssa y Alcyone          | —                                  | Nicolesco, Denize, Meens, Glashof                        | Hubert Soudant Sinfónica de Bamberg                      | En vivo           |
| 1988 | Donizetti: María di Rohan         | María                              | Nicolesco, Morino, Coni, Franci, entre otros.            | Máximo de Bernart Orquesta Internacional de Italia       | En vivo           |
| 1990 | Verdi: Simón Boccanegra           | María Boccanegra (Amelia Grimaldi) | Bruson, Nicolesco, Sabbatini, Scandiuzzi, entre otros.   | Roberto Paternostro Orquesta Sinfónica de Tokio          | En vivo           |